# Ingens mamma
Ingens mamma är en antologi utgiven 2013 på Bokförlaget Atlas i vilken tolv kvinnor skriver om "barnfrihet".
Texterna är skrivna av Gunilla Kracht, Birgitta Stenberg, Lena Andersson, Katarina Sjögren, Sofie Åberg, Annina Rabe, Jane Magnusson, Natacha López, Faranak Rahimi, Susanne Vigortsson Yngvesson, Gabriella Boijsen och Anna Sol Lindqvist.